# 拉尔巴格堡
拉爾巴格堡，是一座未完成的17世纪莫卧儿帝国堡垒建筑群，位于孟加拉国达卡西南部，布里甘加河畔其名稱源自於其附近的街區拉爾巴格（Lalbagh），意為紅色花園。拉爾巴格一詞指的是莫卧儿帝国時期所落成的紅色和粉紅色建築。最初的堡壘被稱為奧朗賈巴德堡（Fort Aurangabad）。堡壘的建造由阿扎姆·沙主導，他是皇帝奥朗则布的兒子，曾短暫當上莫臥兒帝國的皇帝。當王子被父親召回之後，堡壘的建造則交由沙伊斯塔汗負責。然而，當沙伊斯塔汗的女兒帕里·比比（Pari Bibi，即仙女夫人）去世後，導致建築工程的停頓，沙伊斯塔汗認為堡壘帶來了厄運。因而將帕里·比比埋葬在堡壘內部。
拉爾巴格堡完工後，曾先後作為莫臥兒帝國孟加拉省、比哈爾省和奧里薩邦總督的官邸使用，當前園區的建築群包括莫臥兒總督的官邸、帕里·比比的陵墓和一座清真寺。周圍有草坪、噴泉和水渠。它的南門以前是宏偉的拱門。最初的大型建築群則包括總督的官邸和兩座拱門。帕里·比比的陵墓是後來加建的。並設計成莫臥兒堡壘的配置（類似德里红堡和法泰赫普尔西克里的縮小版本）。在奧朗則布皇帝統治時期，達卡成為帝國的經濟中心。奧朗則布皇帝則稱孟加拉為「民族天堂」。並配屬火砲以保衛這座堡壘。該堡在18世紀和19世紀的歐洲繪畫中曾被描繪出來。
當代，拉爾巴格堡是達卡最受遊客歡迎的旅遊景點之一。堡壘內保存了幾門火砲。文化保護大使基金會正在為堡壘的部分進行修復工程。拉爾巴格堡已被視為莫臥兒王朝最具象徵性的標誌之一。

## 历史

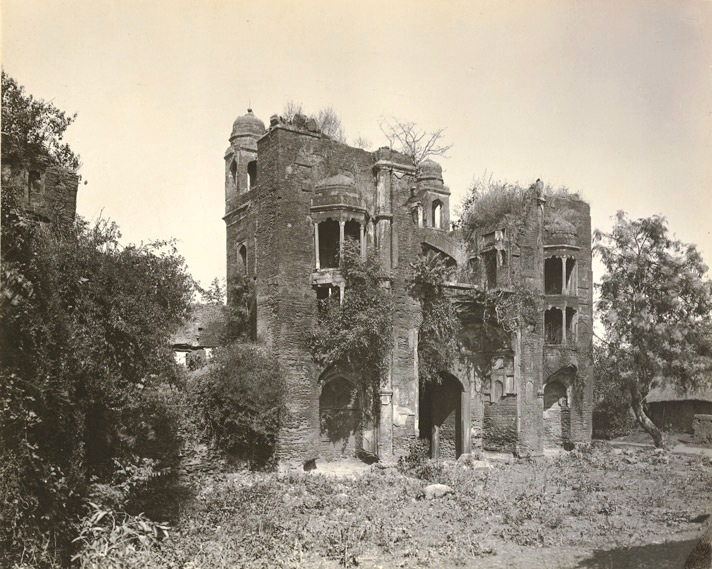
拉爾巴格堡的南门，攝於1904年，今已不存

莫臥兒帝國的王子阿扎姆·沙是奧朗則布的第三個兒子，1678年，他在擔任孟加拉的副王期間開始修建這座堡壘。並在孟加拉停留了15個月。當他被父親奧朗則布召回時，這座堡壘仍未完工。該堡壘的興建工程由新任的蘇巴達爾沙伊斯塔汗接手，但他並沒有完成這座堡壘。而1684年沙伊斯塔汗的女兒伊朗·杜赫特·帕里·比比（Iran Dukht Pari Bibi）在該堡壘去世後，沙伊斯塔汗開始認為這座堡壘相當不吉利，而暫停了該堡壘的建設。而在當代拉爾巴格堡的三個主要部分中，其中則包括著當時為帕里·比比設立的陵墓。
隨著沙伊斯塔汗離開達卡，同時帝國首都也從達卡遷往穆爾什達巴德。這座堡壘開始失去了聲望。當莫臥兒王朝結束後，這座堡壘遭到廢棄。
1844年，該地區更名為拉爾巴格，取代了舊名奧朗賈巴德（Aurangabad），這座堡壘也重新取名為拉爾巴格堡，並保持該名字直到現今。
1857年印度民族起義期間，這座堡壘在印度士兵反抗英國統治的起義中扮演重要角色。他們在堡壘內被東印度公司的軍隊擊敗。倖存的叛亂分子被絞死在維多利亞公園。隨後，該公園以抵抗大英帝國最後一位莫臥兒帝國皇帝的名字，命名為巴哈杜爾·沙二世公園。
當代，拉爾巴格堡現作為拉爾巴格堡博物館向遊客開放。2015年，當地政府拆毀部分古城牆，準備改建停車場而引發當地民眾反彈。最終孟加拉高等法院勒令政府停工。

## 結構
長期以來，拉爾巴格堡被認為是由三座建築（清真寺、帕里·比比陵墓和大眾議事廳）以及兩個城門、部分受損的防禦城牆（厚達1.30公尺）所構成。建築群的當前場地佔地約73公頃，不過在孟加拉國考古部門最近進行的發掘工作中，揭示了堡壘仍有其他建築，如供水系統、下水道的存在，近幾十年來，堡壘進行了大量翻新。
南城牆上設有五座間隔均勻、兩層高的堡壘，並在西南角處設有一個巨大的堡壘。這些堡壘在內部設有隧道，該城牆的北側則設立了部分實用性建築，包括馬厩、行政大樓，而其西側部分則設有一個美麗的屋頂花園，並配備噴泉和水庫。住宅區位於西側城牆的東側，主要集中於清真寺的西南方。
拉爾巴格堡中心區域當前則由三座建築佔據，即大眾議事廳和東側的浴室，西側的清真寺以及位於兩者之間的帕里·比比陵墓。三座建築沿著一條水道相連，水道上設有定期噴泉，連接東西和南北方向。

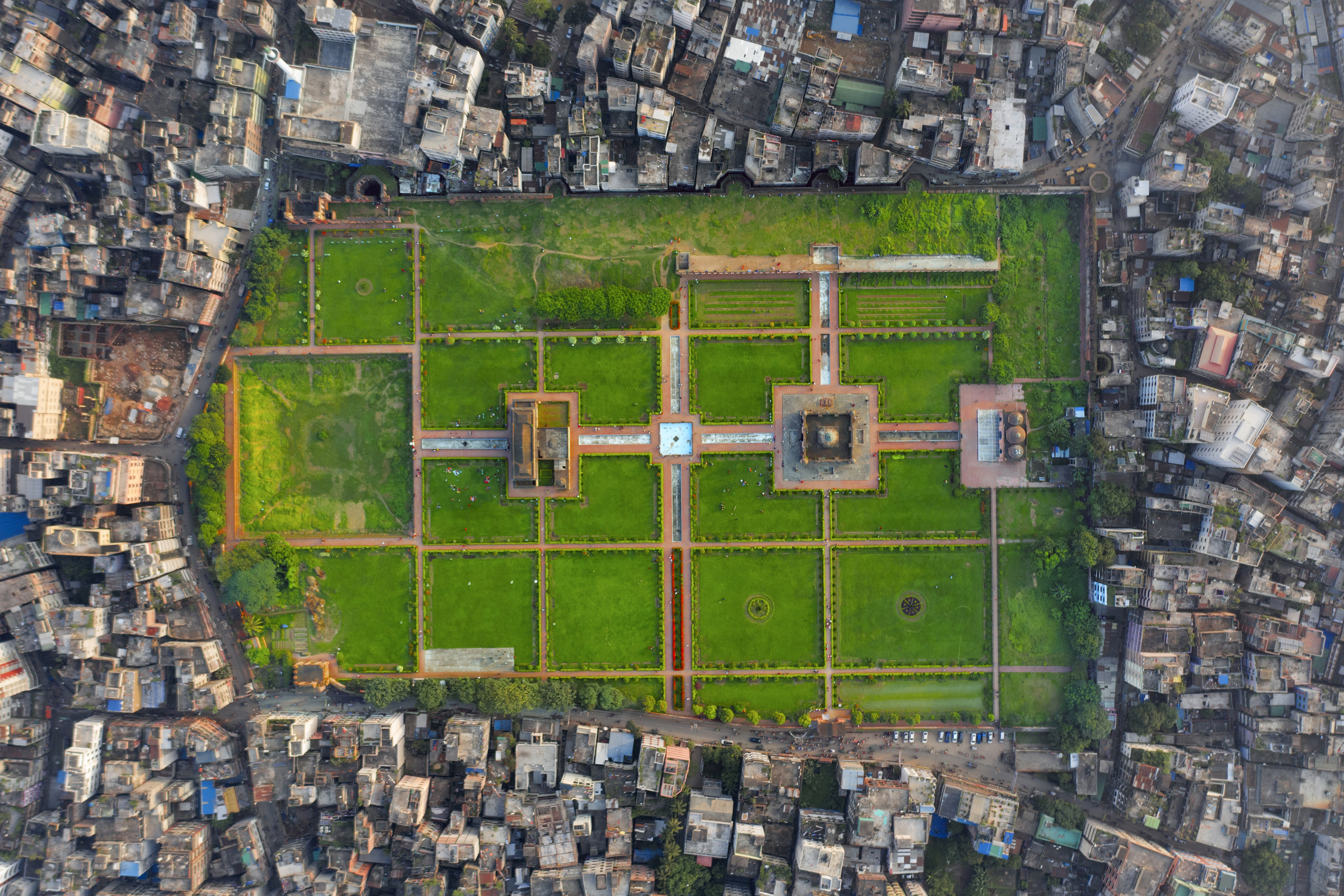
拉爾巴格堡的空拍照
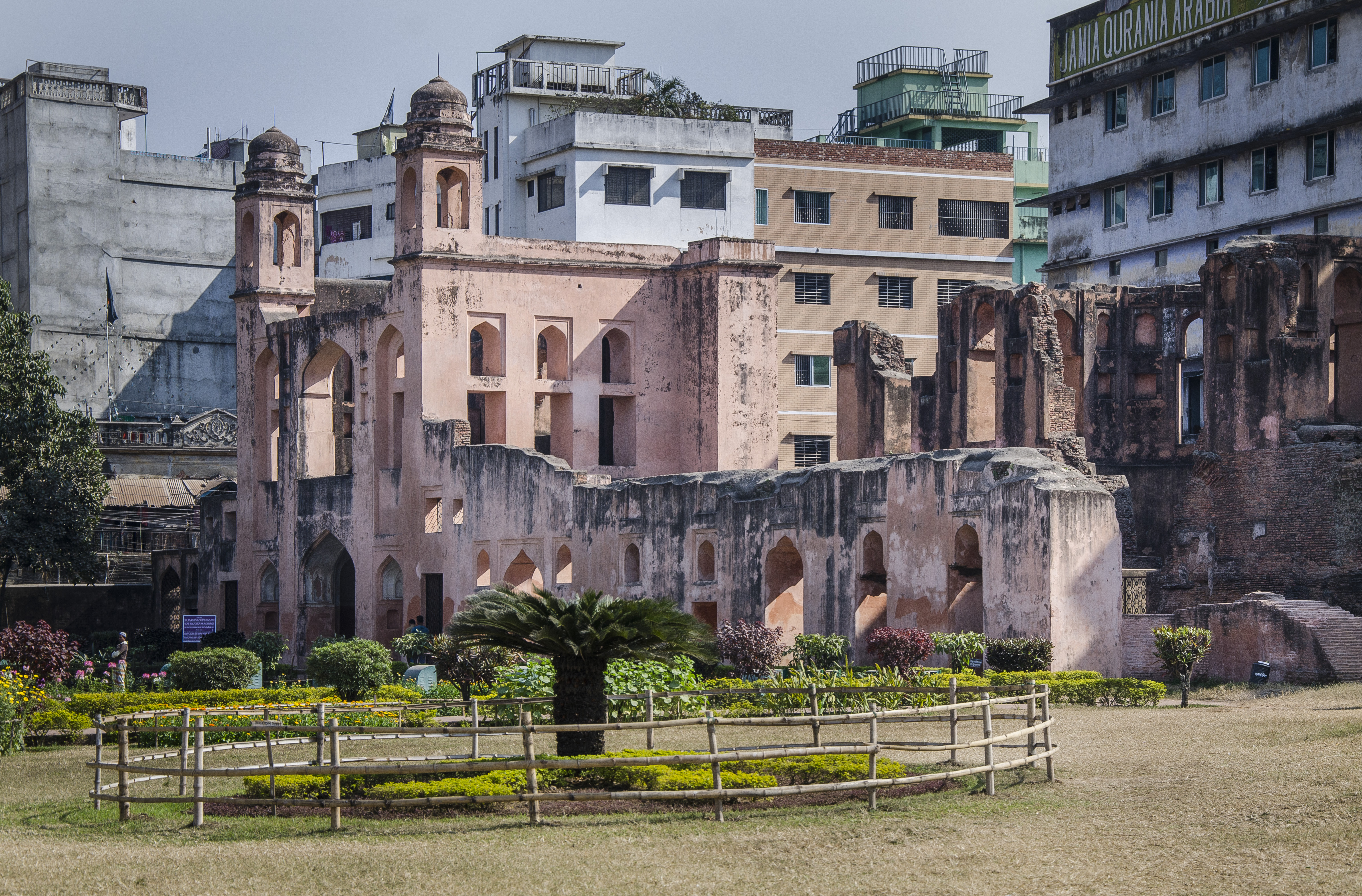
拉爾巴格堡的東南角堡壘與城門
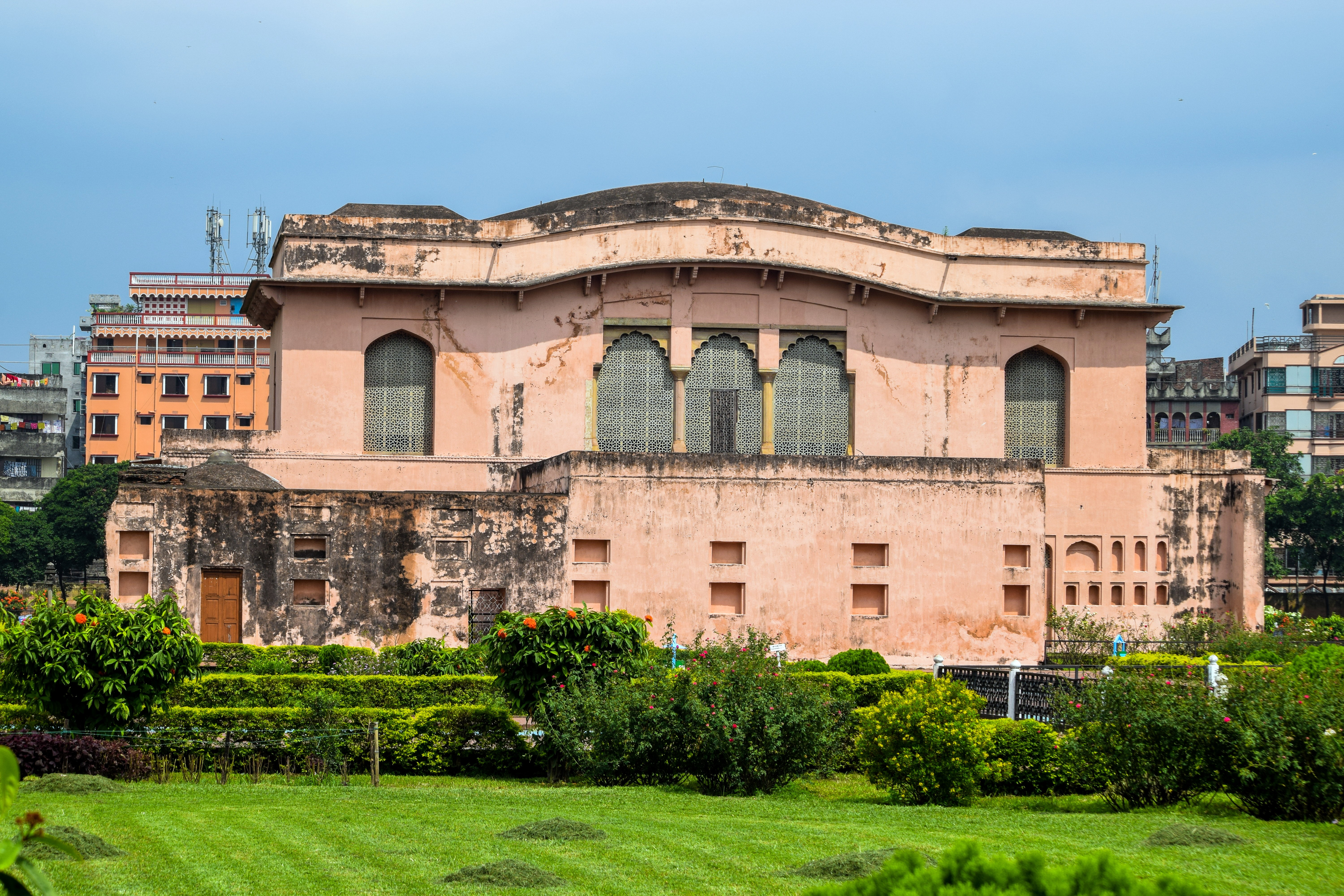
大眾議事廳
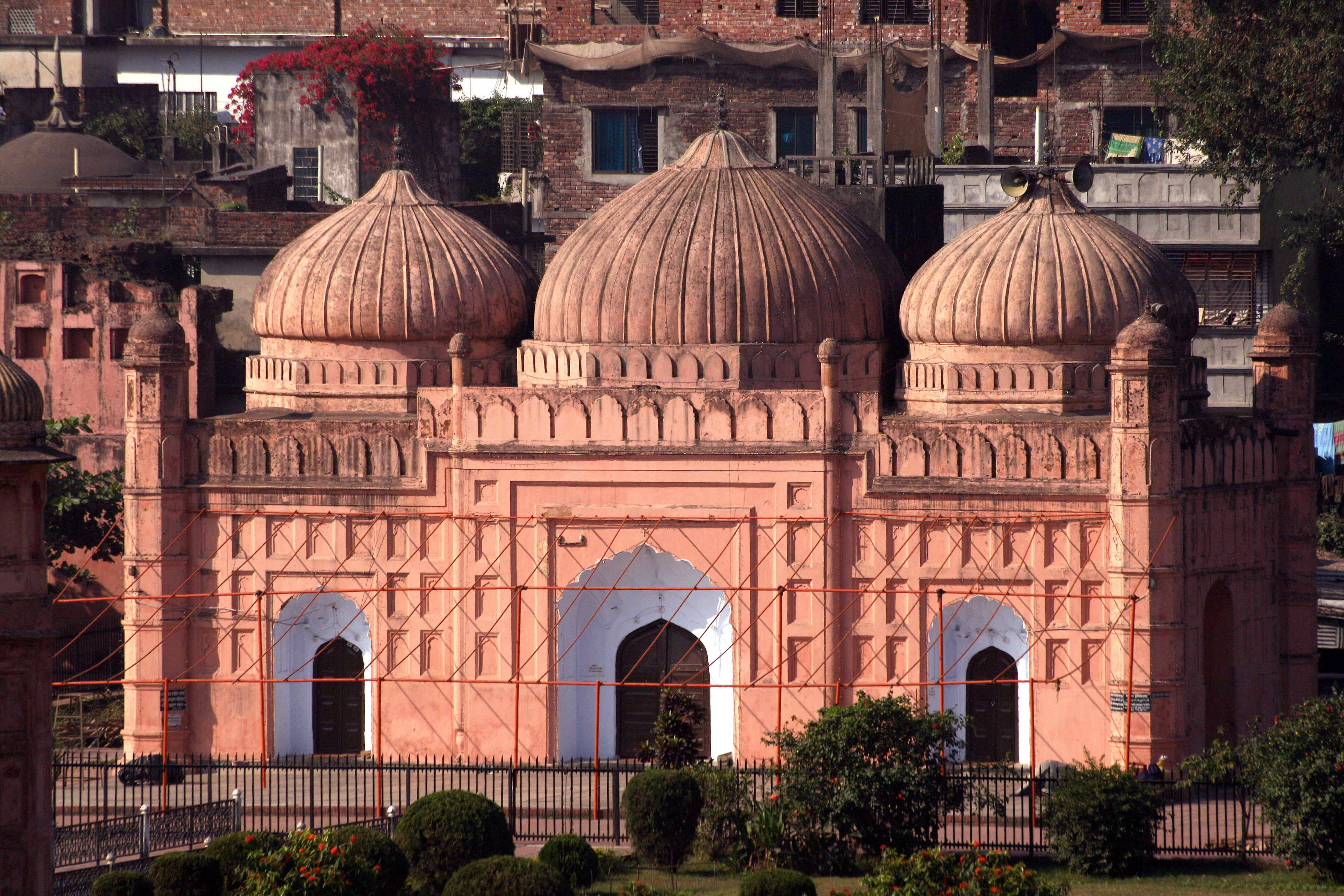
拉尔巴格堡清真寺

### 大眾議事廳
大眾議事廳（Diwan-i-Aam）是孟加拉莫臥兒省長的官邸，位於整個建築群的東側。建築西側附有一個單層的土耳其浴室。被認為是孟加拉現存的文化遺產中，仍然以廢墟形式存在的七個古浴室之一，一道隔間牆沿著浴室的西立面延伸。議事廳位於距離水池向西約39公尺（136英尺）處，從北到南延伸。建築的外部尺寸為32.47公尺 x 8.18公尺（107英尺 x 29英尺）。
建築的每個樓層都設有居住區，並通過一個主要的中央走廊相互連接，根據最近的發掘工作（1994年至2009年）顯示，浴室下方有一個特殊的房間，考古學家在那裡發現了用於加熱水、通過陶瓷管道向浴室供應熱水和冷水的設施，這些管道專門為此目的製造。根據地下室內發現的黑色斑點，證明該空間曾經使用火源以加熱浴室的水。此外浴室旁邊還設有一個衛生間。
整個建築以及浴室的設施，清楚地表明它是由當時孟加拉的省長沙伊斯塔汗與其家族所使用的建築。根據英國工廠總督的報告，沙伊斯塔汗曾住在這個房間，一些歐洲人也曾在這裡被拘留。

### 水池
一座方形水池（每邊長71.63公尺）位於大眾議事廳的東側。四個角落設有樓梯，使人能夠下到水池中。

### 帕里·比比陵墓

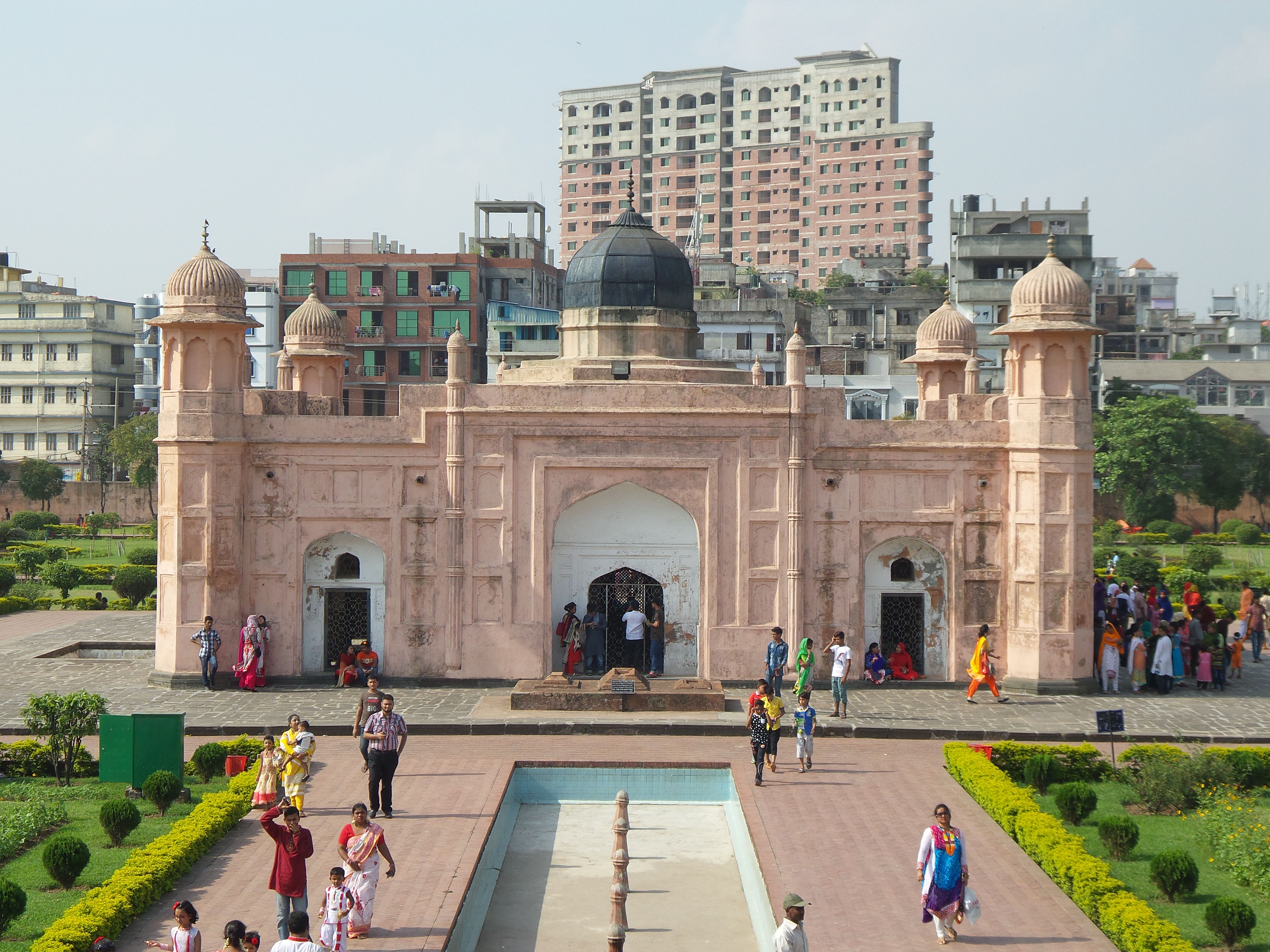
帕里·比比陵墓正立面
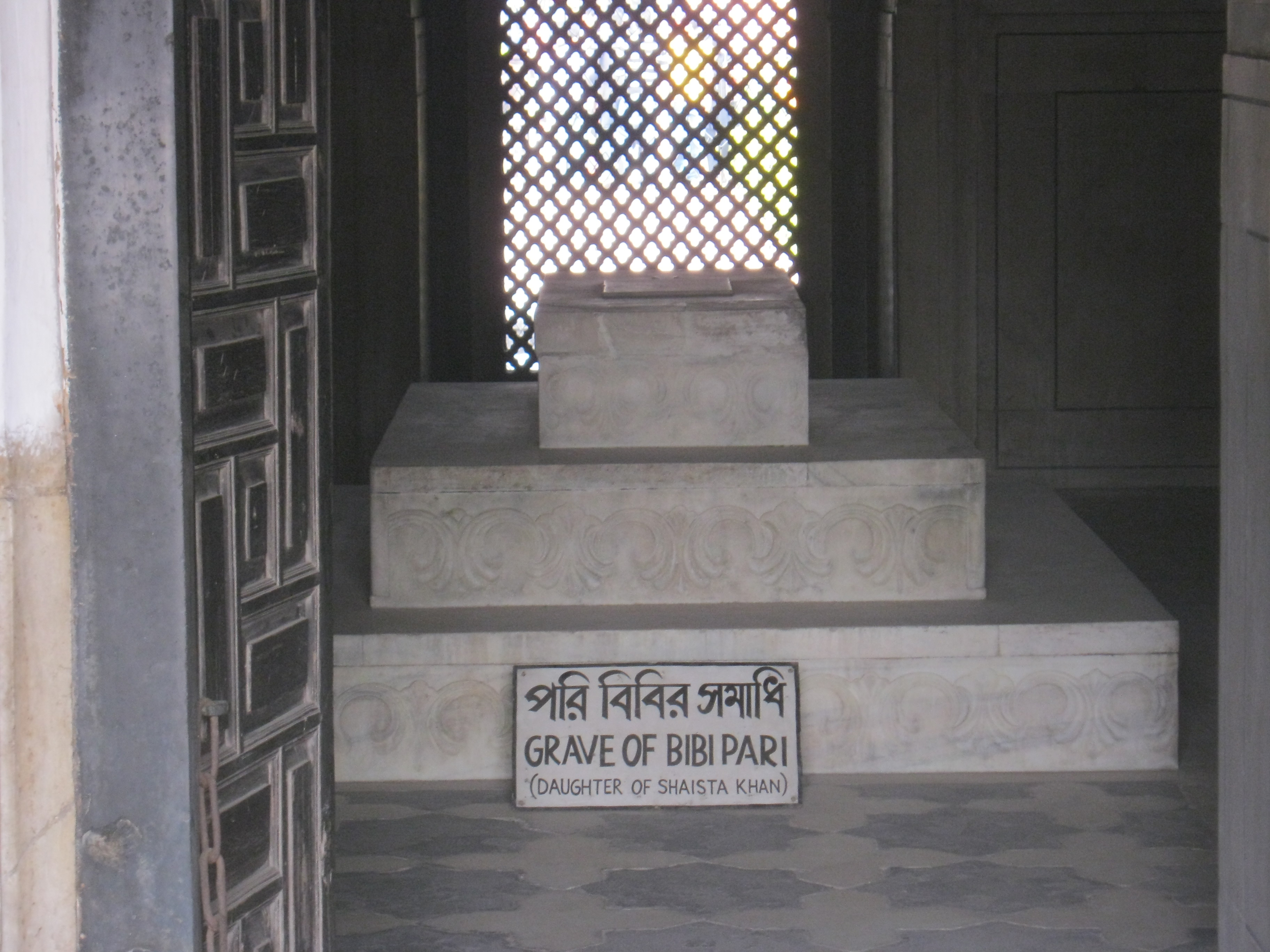
帕里·比比陵墓
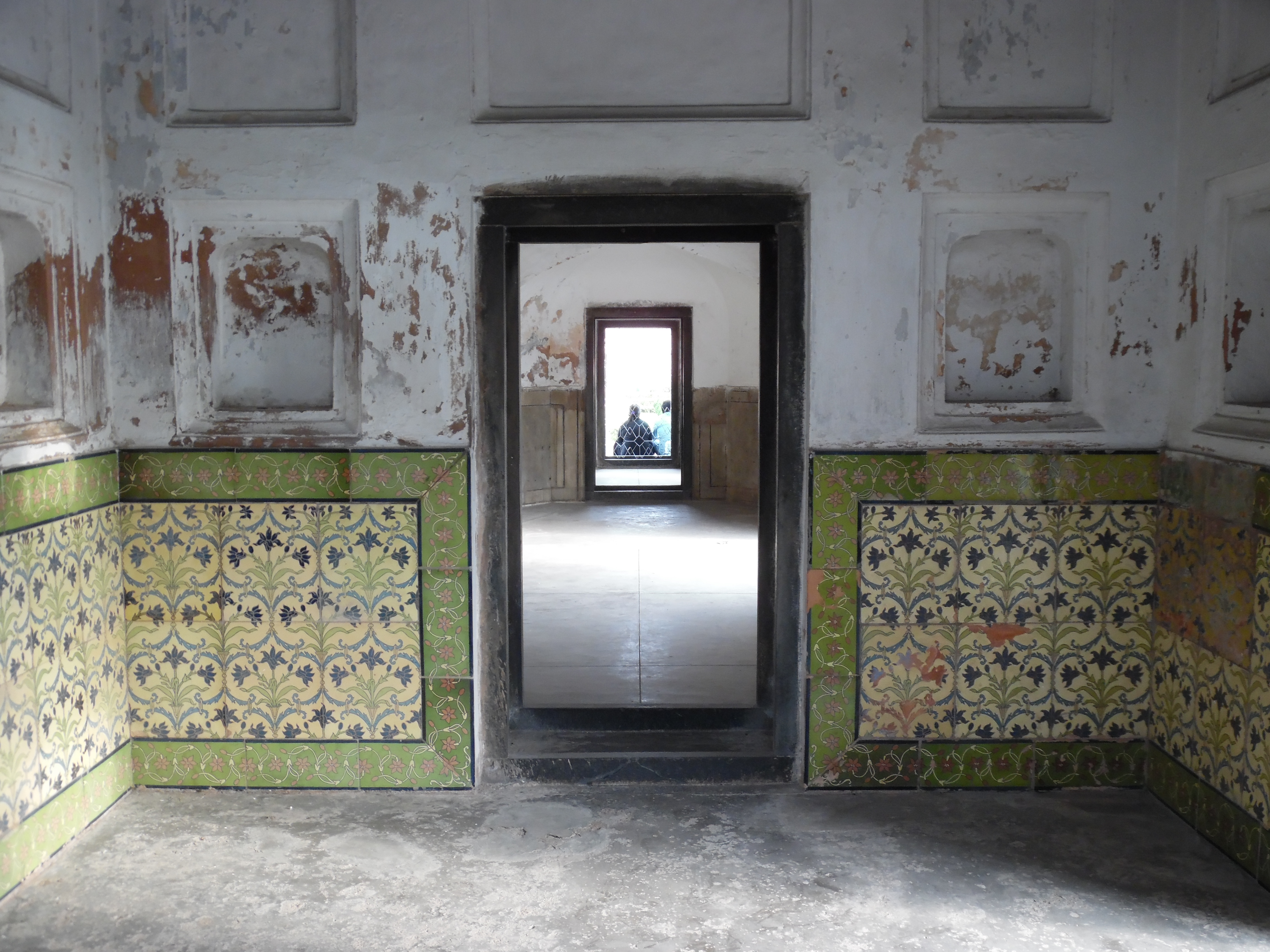
帕里·比比陵墓的內部房間
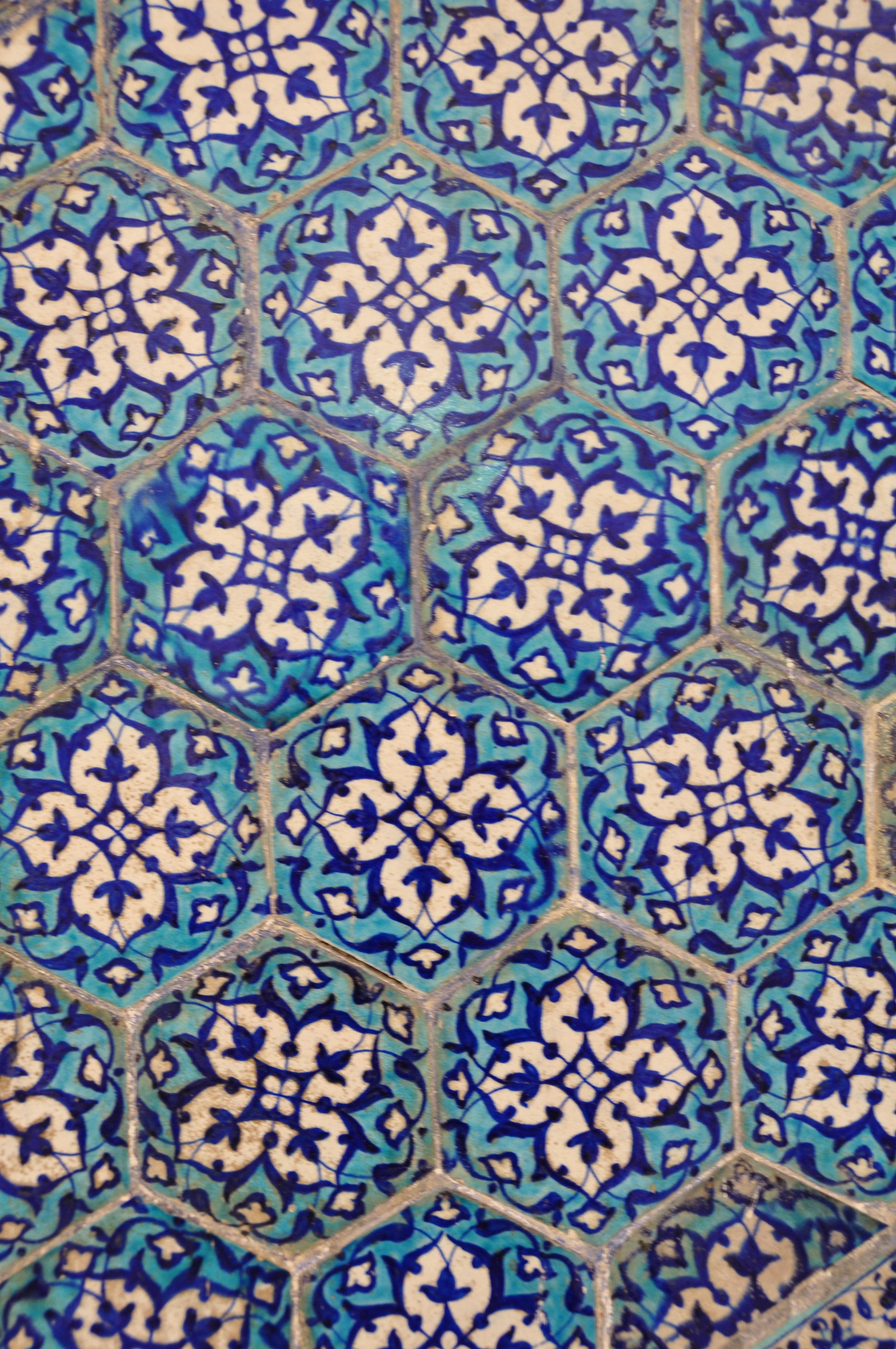
拉爾巴格堡其中一棟建築內的瓷磚

帕里·比比的陵墓位於建築群中心，她是沙伊斯塔汗的女兒。這座20.2平方公尺的陵墓被推估建於1688年之前，建築結構為四邊形，陵墓中設有一個中央的方形房間，安放著被假八角穹頂覆蓋和黃銅板包裹的帕里·比比石棺。整個內牆覆蓋著白色的大理石、原石以及不同顏色花葉的光面瓷磚裝飾。中央房間周圍設有八個房間。另外在東南角的房間裡還有一個小墳墓。不過專家們認為，目前這裡並沒有發現帕里·比比的遺體。

### 拉尔巴格堡清真寺
拉尔巴格堡清真寺共設有三個圓頂，該建築結構相對較小，前方設有一個用於沐浴的水池。清真寺的外部尺寸為66英尺9英寸 x 33英尺6英寸，內部尺寸為53英尺8英寸 x 20英尺2英寸。

## 神話

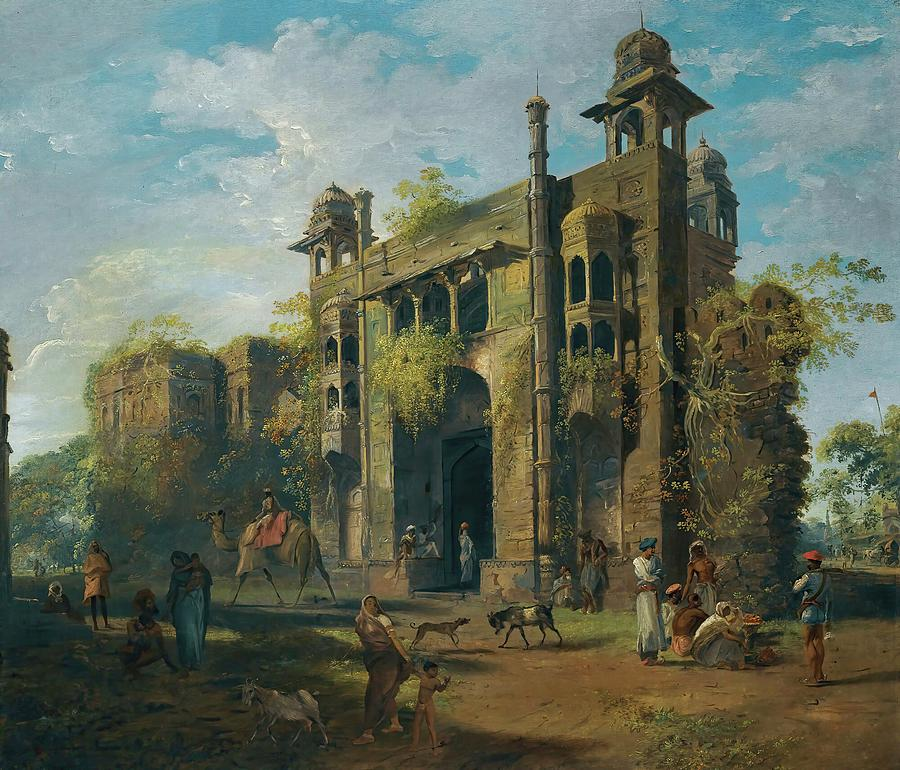
1787年的南門。由约翰·佐法尼繪製

從建造至今，當地便有各種以拉爾巴格堡為主題的神話，在所有近代的歷史故事和辯論中，則廣泛相信拉爾巴格堡代表著皇帝奧朗則布的兒子阿扎姆·沙從未實現夢想的紀念碑。在建造尚未完成之前，阿扎姆·沙王子被召回到父親，協助對抗马拉塔人的戰爭。
對於帕里·比比的身份也有傳說和辯論。一些研究人員聲稱她是一位九歲的阿洪王朝公主。由於米爾·久姆拉的遠征引起了一場與嘎羅山麓相鄰的戰爭。他在戰事中帶走了蘇坦拉的女兒，以迫使他全面執行先前的和平條約。後來，皇帝讓她改信伊斯蘭教並嫁給了阿扎姆·沙王子。然而，儘管存在著所有的辯論，當代普遍的觀點則認為他是沙伊斯塔汗的女兒。
據說在拉爾巴格堡中存在通往印度的秘密通道。這座堡壘內有幾個地下通道，目前已經被封閉。傳說在阿扎姆·沙王子成為皇帝多年後，其中兩條地下通道通往如今已成廢墟的辛吉拉堡，該堡壘位於布里甘加河的另一邊。其他通道則被設計成迷宮的格局，用來讓侵略者和入侵者迷失方向，最終饑餓和窒息而死，根據1857年的傳說，在針對英國殖民統治者的士兵起義期間，許多被包圍且戰敗的士兵曾試圖逃離這些通道，卻在喪生。甚至試圖追捕他們和逮捕他們的英國士兵進入後，也從未返回。後來，英國研究人員派遣了大象和狗進入這些通道，但它們也從未回來。於是這些通道被永久封閉至今，這些秘密通道背後的謎團仍未解開，這些迷宮的實際用途至今仍然未知。
戰爭期間，據說阿扎姆·沙王子通過其中一條通道前往印度，並自稱皇帝並奪取了王位。在爭議不斷的王位繼承之後的政治鬥爭中，他和他的兒子比達爾·巴赫特王子在1707年6月8日在賈賈烏戰役中被他的哥哥殺死。有人相信阿扎姆·沙和比達爾·巴赫特實質是在通道中迷路，從未歸來。

## 研究
當代，考古學家在沙伊斯塔汗路以東的地區發現了部分城牆的遺構。認為現在拉爾巴格堡僅為阿扎姆·沙規劃的一半區域。堡壘東南部的城門（鄰近拉爾巴格沙希清真寺）則更加符合中央門的位置。另一半區域可能是為行政目的規劃，但在很久以前就已經無法完成而消失。